# Кралски питон
Кралският питон (Python regius) е неотровна змия от семейство Питонови, обитаваща Африка. Това е най-малкият от африканските питони и е популярен в питомните среди, най-вече заради своя типично хрисим темперанмент. Не са известни други негови подвидове. Известен е също като Топчест питон. Името „топчест питон“ идва от тенденцишта на животното да се свива на топка когато е стреснато или изплашено. Името „Кралски питон“ (от Латински regius) е базирано на историята, в която се предполага че Клеопатра VII е носела змията около шията си.

## Особености
Възрастните обикнивено не растат повече от 90 – 120 cm на дължина, въпреки че някои екземпляри достигат 152 – 182 cm, но това е много рядко.  Женските са тенеденциозно малко по-големи от мъжките и достигат средно до 122 – 137 cm. Мъжките – средно до около 90 – 107 cm. The build is stocky докато главата е относително малка. Люспите им са гладки  и двата пола имат и двата пола имат анални разклонения от двете страни на ануса. Въпреки че обикновено мъжките имат по-големи спори, това не определящо, и полът най-добре се определя чрез ръчно обръщане на мъжкия или се слага сонда в клоаката за да се открие половият орган (ако е мъжки).
Окраската им е типично черна и тъмнокафява със светлокафяви или златисти петна отстрани и по гърба. Корема е бял или кремав и може да включва разпръснати черни петънца.  Въпреки това, в индустрията за домашни любимци, чрез селективно размножаване са получили много разновидности (генни мутации) с променени цветове и шарки.

## Географско разпространение
Те обитават Африка от Сенегал, Мали, Гвинея-Бисау, Гвинея, Сиера Леоне, Либерия, Кот д'Ивоар, Гана, Бенин, и Нигерия през Камерун, Чад и Централноафриканската република до Судан и Уганда. Не е посочено точно местообитание в оригиналното определение.

## Естествена среда
Топчестият питон предпочита пасища, савани и рядко залесени местности. Термитните могили и пазните дупки на бозайници са важна естествена среда за тези екземпляри.

## Поведение
Този сухоземен вид е познат с отбранителната си стратегия, която включва свиване на стегната топка когато е застрашен, с глава и шия скрити в средата. В това положение, той буквално може да бъде търкалян наоколо. Предпочитани от него убежища са дупки на бозайници и други подземни скривалища, където също и летува. В плен са смятани за добри домашни любимци, заради относително малките им размери и миролюбива природа, правеща ги лесни за отглеждане. Питомно-отгледаните възрастни индивиди хапят рядко.

## Прехранване
В дивата природа, тяхната диета съдържа най-вече дребни бозайници, като африкански плъхове с мека козина, полски и голи мишки. За по-младите индивиди е известно че се хранят и с птици. Питоните опитомени от дивата природа са претенциозни към храната и може да не реагират на храната така добре както питомно-отгледаните питони, които обикновено се справят добре с домашните плъхове и мишки, както с живи, така и с убити или размразени. Храненето с жива храна може да бъде опасно за змията и не бива да бъде практикувано от неопитни стопани; това може да стане само в краен случай за змия, която не се е хранила за значително голяма част от време, и губи тегло. Размерът на жертвата давана на питона трябва да бъде еквивалентен или малко по-голям от широчината на най-голямата част от тялото ѝ. Този питон е познат с претенциозността си към храната и може да не се храни в продължение на месеци, особено през зимния размножителен период. Трябва да се вземе под внимание и дали змията не губи значителна част от теглото си. Паразитите също могат да бъдат причина за загубата на апетит у змията. Други причини за това могат да бъдат прекаленото внимание, или прекалено горещи или студени температури и не достатъчното пространство да се скрие във вивариума.

## Размножаване
Женските са яйценосни, с около 3 до 11 големи, кожени яйца (най-често между 4 и 6). Те се снасят от женската под земята, и се люпят след 55 до 60 дни. Половата зрялост се достига през 11 – 18 месец при мъжките и 20 – 36 месец при женските. Възрастта е само един от факторите при определянето на полова зрялост и възможност за размножаване; теглото е вторият фактор. Мъжките могат да се размножават при 600 грама или повече, но в домашни условия често не се размножават преди да станат 800 грама, а женските могат да се размножават при тегло, не по-малко от 800 грама, най-често 1200 грама и повече; питомните обикновено изчакват докато не са по-леки от 1500 грама. Родителската грижа за яйцата приключва след като се излюпят, и женската напуска потомството и прекратява грижите за него.

## Питомство
Тези змии са питомно-отглеждани и са популярни като домашни любимци, заради малките си размери (в сравнение с останалите питони) и послушен характер. Уловените от дивата природа видове се адаптират по-трудно към питомната обстановка, което може да се отрази в отказ на храна, и могат да пренесат външни или вътрешни паразити, които трябва да бъдат елиминирани като им се дават антипаразитни лекарства. Екземплярите оцеляват повече от 40 години в питомна среда, а най-възрастният регистриран топчест питон вече е 48-годишен.
В питомна среда повечето Кралски питони е добре да се отглеждат в дълъг стъклен аквариум с вместимост поне 150 литра, тъй като тези питони са земни обитатели и имат висока секреция и не са много подвижни. Някои женски индивиди изискват терариуми около 190 литра. Също така, трябва да им бъдат осигурени най-малко две скривалища в различни краища на аквариума, като едното трябва да има отопление регулиращо се с термостат, за да може животното да регулира температурата си. Откакто повечето змии са вещи в бягството от плен, аквариумът трябва да има заключващ се капак. Малките могат да бъдат стреснати от прекалено голяма клетка, в която няма достатъчно малки скривалища. По тази причина, бебетата топчести питони отначало се справят по-добре в 40- или 60-литрови терариуми. Контролираните температури от 27 °C, с топла част 32 °C в единия край на аквариума са необходими за доброто им здраве. Влажността трябва да бъде поддържана между 50%-60% със суха основа.

## Вярвания и фолклор
Този вид е на особена почит в традиционния регион на игбо хората в югоизточна Нигерия. Смята се за символ на земята, тъй като е животно, движещо се толкова близо до земната кора. Дори сред много игбо християни, тези питони са третирани с много грижи когато се случи да пълзят сред селището или върху нечий имот; разрешено им е да се разхождат свободно или са вземани внимателно и са премествани в гората или в поле далеч от нечий дом. Ако инцидентно някой питон бъде убит много общности в Игбо-страните все още биха направили ковчег за помен на змията и ще ѝ устроят малко погребение.